# Ермолова
Ермолова (на английски: Ermolova) е ударен кратер разположен на планетата Венера. Той е с диаметър 60,9 km, и е кръстен на Мария Ермолова – руска актриса.